# Зинин, Дмитрий Эдуардович
Дмитрий Эдуардович Зинин (род. 20 февраля 1968) — советский и российский хоккеист, нападающий. Мастер спорта СССР (1989). Тренер.

## Биография
Воспитанник СДЮШОР «Динамо» Москва. В первенстве СССР дебютировал в сезоне 1987/88, играл в команде первой лиги «Динамо» Харьков. 19 января 1988 года сыграл первый матч в высшей лиге в составе московского «Динамо» — в гостевой игре против «Торпедо» Усть-Каменогорск (9:2) забил 8-й гол. В сезонах 1988/89 — 1989/90 выступал за «Спартак» Москва, обладатель Кубка Шпенглера-1989. С 1990 года — в «Торпедо» Ярославль, участник матча объединённой команды СКА Ленинград и «Торпедо» против клуба НХЛ «Монреаль Канадиенс» (3:5).
Сезон 1993/94 провёл в финском клубе «КалПа». Вернувшись в Россию, играл за «Торпедо» Ярославль (1994/95), «Кристалл» Электросталь (1995/96 — 1996/97), ЦСКА (1997/98), «Стандарт» (Менделеево, 1998/99), МГУ (1999/2000 — 2001/02), «Липецк» (2001/02).
В сезоне 2012/13 — тренер и главный тренер команды МХЛ-Б «Зеленоград». Затем — главный тренер сборной московской студенческой хоккейной лиги. Инструктор по спорту ГБУ «Талисман», главный тренер ХК «Электроник» МИЭТа.
Чемпион Европы среди ветеранов.